# Theoria
Theoria è stata una casa editrice indipendente italiana con sede a Roma. Fondata nel 1982 e chiusa nel 1995, è rinata grazie al gruppo Rusconi nel 2017 con sede a Rimini.
Tra gli altri autori italiani Theoria ha pubblicato gli esordi narrativi di Fulvio Abbate, Giampiero Comolli, Marco Lodoli, Giulio Mozzi, Sandro Onofri, Sandra Petrignani e Sandro Veronesi. Nel corso dei suoi primordi editoriali, grande rilievo ebbero anche le pubblicazioni scientifiche, la saggistica letteraria e le traduzioni di autori stranieri come Su Tong. ma, soprattutto, la riedizione critica di quasi tutti i classici della narrativa gotica britannica e statunitense.
La redazione di Theoria ha anche svolto una funzione di palestra e laboratorio per un'intera generazione di editor, curatori editoriali e traduttori, destinata successivamente a svolgere un ruolo importante nell'editoria italiana e di cui hanno fatto parte Paolo Repetti, Claudio Ceciarelli, Severino Cesari, Giulio Mozzi, Ottavio Fatica, Giacomo Scarpelli e Maria Rita Masci.

## Storia
Theoria fu fondata, nel 1982, da Beniamino Vignola, che la fece crescere con l'aiuto congiunto di un gruppo di intellettuali affermati, tra i quali Vincenzo Cerami, Paolo Repetti, Malcolm Skey, e di un gruppo di giovani scrittori, come Fulvio Abbate, Marco Lodoli, Sandro Onofri, Sandra Petrignani e Sandro Veronesi. Giulio Einaudi fu un grande sostenitore della piccola casa editrice romana, con cui pubblicò Colloquio con Giulio Einaudi, a cura di Severino Cesari. La casa editrice era, infatti, costruita sul modello einaudiano, di una editoria di catalogo, e si basava sull'idea di creare un editore assolutamente indipendente, di qualità, con un preciso progetto politico, fondato su un vincolo non mercantile ma culturale.
Nel 1982, Theoria incominciò le pubblicazioni con Segni, una collana curata da Malcolm Skey, che si proponeva di pubblicare testi di storia della scienza e del pensiero razionale. Sempre Skey inaugurò, poi, tutta una serie di pubblicazioni sul romanzo gotico del Settecento e dell'Ottocento. Nel 1984, Repetti entrò a far parte della redazione, e da questa collaborazione nascerà l'idea per Riflessi, una collana di mini-libri, e successivamente, nel 1986, l'idea di pubblicare narrativa italiana contemporanea, con un occhio particolare agli esordienti. Tra questi, da segnalare, vi è sicuramente Diario di un millennio che fugge di Marco Lodoli, che vendette 12 000 copie, una cifra straordinaria per un piccolo editore indipendente. L'incontro con Maria Rita Masci portò, invece, all'inizio delle pubblicazioni di giovani autori cinesi in lingua italiana, tra i quali Zhong Acheng, Mo Yan, Su Tong e Can Xue.
Theoria resistette, negli anni novanta, a un tentativo di acquisizione di Feltrinelli, che finì per possedere solo il 20% delle quote della società.

### La chiusura
Theoria fu chiusa, a causa di problemi finanziari, nel 1995, dopo aver prima annunciato un ridimensionamento, e aver subito l'abbandono da parte di figure storiche come Cesari e Repetti, ormai in disaccordo con la nuova linea dettata da Vignola. Il disaccordo con Repetti nacque da una ormai diversa visione del futuro dell'azienda: Repetti pensava al lato culturale-creativo dell'azienda, alla fucina di talenti letterari; mentre Vignola si accollò il ruolo del ragioniere cattivo, affermando: «Fare bene i conti comportava una ridefinizione del progetto. Preferisco questo rischio alla certezza dei debiti». Quasi a ribadire la contiguità con il modello einaudiano, alle radici della fondazione di Theoria, Repetti e Cesari passeranno, nel 1996, proprio a lavorare per il Gruppo Einaudi, diventando gli ideatori e i responsabili di Einaudi Stile Libero, da alcuni visto come una vera e propria continuazione ideale dell'avventura cominciata in Theoria.

### La rinascita del marchio
Nel 2017 la casa editrice è stata rifondata con una gestione nuova (il gruppo editoriale Rusconi Libri), un nuovo catalogo, e una nuova direzione editoriale, affidata allo scrittore ed editor Gianluca Barbera. Una quarantina i titoli previsti nel primo anno di "Edizioni Theoria" (questo il nome del progetto): la rete promozionale è affidata a Libromania, mentre Messaggerie Libri è il distributore.

## Pubblicazioni
Nel 1995, alla chiusura, Theoria possedeva un catalogo stimabile in 440 titoli.

### Le collane
- Biblioteca di letteratura fantastica (Letteratura fantastica)[10]
- Classici (Classici della letteratura mondiale)[10]
- Confini (Saggistica e letteratura)[10]
- Geografie (Reportages italiani)[6]
- I segni (Storia e Teoria della scienza)[6]
- Letterature (Romanzi italiani e stranieri)[10]
- Riflessi (Classici brevi horror e fantasy)[6]
- Ritmi (Mondo giovanile/underground e i Diari di Lord Byron)[6]
- Sonde (Filosofia e Scienze)[11]

### Catalogo essenziale
- 1984, Malcolm Skey - Il romanzo gotico (Saggio)
- 1986, Marco Lodoli - Diario di un millennio che fugge (Romanzo)
- 1987, Sandra Petrignani - Navigazioni di Circe (Romanzo)
- 1988, Sandro Veronesi - Per dove parte questo treno allegro (Romanzo)
- 1988, Sandra Petrignani - Il catalogo dei giocattoli (Racconti)
- 1990, Fulvio Abbate - Zero maggio a Palermo (Romanzo)
- 1991, Sandro Onofri - Luce del nord (Romanzo) - Vincitore del Premio Berto
- 1991, Severino Cesari - Colloquio con Giulio Einaudi (Libro-intervista)
- 1993, Giulio Mozzi - Questo è il giardino (Racconti)
- 1993, Sandra Petrignani - Poche storie (Racconti)
- 1994, Sandra Petrignani - Vecchi (Racconti)

### Nuove collane
Theoria riapre la propria attività editoriale nel 2017 con queste collane:
- Gli irregolari -  Grandi autori controcorrente
- Eureka - Il meglio della letteratura fantastica di ogni tempo
- Futuro Anteriore - I grandi classici della letteratura mondiale
- Testo a fronte - Prime letture bilingui per ragazzi
- Linea d'ombra - Grandi autori contemporanei
- Caravelle - varia